# Цвијет љубави
Цвијет љубави (фр. La fleur amoureuse) је графичка новела из области фантазије за одрасле коју је нацртао и написао италијански стрип-цртач Силвио Кадело.
Судећи по тексту који је дат на корицама издања издавача Албин Мишел, писац хоће рећи да је секс најбољи начин на који ванземаљац може упознати људску врсту.